# Lamport
Lamport – wieś w Anglii, w hrabstwie Northamptonshire, w dystrykcie (unitary authority) West Northamptonshire. Leży 15 km na północ od miasta Northampton i 109 km na północny zachód od Londynu. Miejscowość liczy 207 mieszkańców.